# Anacithara exquisita
Anacithara exquisita é uma espécie de gastrópode do gênero Anacithara, pertencente a família Horaiclavidae.